# シャルル・ド・ロアン (スービーズ公)
スービーズ公シャルル・ド・ロアン（フランス語: Charles de Rohan, prince de Soubise、1715年7月16日 - 1787年7月4日）は、フランスの貴族・軍人。ロアン＝ロアン公、1758年よりフランス元帥の地位にあり、ルイ15世とルイ16世の2代にわたって大臣を務めた。放蕩者として悪名高かった。

## 生涯
1715年、シャルルはヴェルサイユで誕生した。父はスービーズ公ジュール・フランソワで、王立警護隊の憲兵隊大佐であった。1724年に両親がともに天然痘で亡くなり、妹のマリー＝ルイーズと共に孤児となった。彼は祖父エルキュール・メリアデックの元に託され、同い年のルイ15世の遊び相手として宮廷で育った。
彼はルイ15世に伴われ、1744年から1748年にかけての遠征に参加した。自身の軍事才能以上の世渡り上手さゆえに軍人として出世を重ねた。すぐ後に七年戦争が勃発すると、王の愛妾ポンパドゥール夫人の影響力を通じて彼は24,000人の兵を率いたが、1757年11月にロスバッハの戦いで大敗を喫した。
軍人としての経歴後期には彼はさらに幸運であった。彼は1763年のパリ条約まで軍務を続け、その後は普通の宮廷人、またはパリで流行の先端を追う人物として生きたのだった。
有名な首飾り事件に同族のロアン枢機卿が関わっていたことから、大臣職を辞して引退を余儀なくされる。1787年、71歳で死去した。

## 子女
3度の結婚で、2女をもうけたのみであった。彼はロアン家の分枝の最後の男子であり、1804年に処刑されたアンギャン公ルイ・アントワーヌは曾孫にあたる。
最初に、ブイヨン公エマニュエル＝テオドーズ・ド・ラ・トゥール・ドーヴェルニュの娘アンヌ・マリー・ルイーズと結婚し、1女をもうけた。
- シャルロット（1737年 - 1760年） - コンデ公ルイ5世と結婚。

二度目に、カリニャーノ公ヴィットーリオ・アメデーオ1世の娘アンヌ・テレーズ・ド・サヴォワ＝カリニャンと結婚し、1女をもうけた。
- ヴィクトワール（1743年 - 1807年） - 同族のゲメネ公アンリと結婚。

三度目に、ヴィクトリア・フォン・ヘッセン＝ローテンブルクと結婚したが、子供はいなかった。